# Tetrapterys mortonii
Tetrapterys mortonii là một loài thực vật có hoa trong họ Malpighiaceae. Loài này được (J.F. Macbr.) Cuatrec. miêu tả khoa học đầu tiên năm 1962.